# Зворник (община)
Община Зворник (на сръбски: Општина Зворник) е разположена в Република Сръбска, част от Босна и Херцеговина. Неин административен център е град Зворник. Общата площ на общината е 371.96 км2. Населението ѝ през 2004 година е 51 688 души.